# 大德之都
大德之都（日語：ダイタクリーヴァ），是日本純種競賽馬匹。生涯活躍於一哩賽事，曾勝出新山紀念、春季錦標、鳴尾紀念，亦於京都金盃取得連霸。

## 出賽前
1997年3月24日出生於北海道平取町雅牧場，所有權歸於由母系馬主中村和子管理的太陽牧場旗下。
其後交由栗東訓練中心練馬師橋口弘次郎旗下。

## 競賽生涯

### 3歲（現2歲）
1999年11月6日出戰京都競馬場3歲新馬戰，比賽初段隨即進佔位置領放，於直路繼續加速下拋離後方的榮進寶蹄，最終以4馬位優勢取得首個分級賽冠軍。
11月21日出戰白菊賞，本次比賽繼續採用領放戰術，然而於直路未能維持速度堅守位置，最終被衝出的對手超越下以第二落敗。
其後出戰北九州三歲錦標，比賽初段一反上兩仗的做法，選擇保持於中後方位置等待時機。進入直路後，其抽出外檔準備望空，最終成功衝刺超越對手之下取得冠軍。

### 4歲（現3歲）
2000年首戰選擇為新山紀念，本次比賽其於初段保持於中團的位置，於過彎道時稍微抽出外檔逐步蠶食前方。進入直路後，其於中檔先頭位置逐步加速透出，後續亦能維持自身的速度，最終拉開從後而上的Titanic O 3馬位取得首個分級賽冠軍。
緊接於3月出戰春季錦標，比賽開始後採用居中戰術，維持於約莫第七的位置，但於第三彎道開始變奏發力，在第四彎道經已進佔第二的位置。進入直路後，其繼續維持早前發力的姿勢追擊前方的領放馬Purple Ebisu，最終成功於最後關頭將對方趕過，以3/4馬位優勢達成三連勝。
4月16日按照計劃出戰皋月賞，賽前被視為奪冠的大熱門。比賽開始後，其順利進佔先頭內欄位置，穩步推進之下一直維持於第三、四左右的位置。進入直路後，其繼續以不俗的走勢衝刺，於中段逐步透出下成功取得領先優勢，但於最後關頭被外檔衝出的空中神宮超越，以頸位落敗取得第二。
完成皋月賞後原本有計劃以NHK一哩賽作為目標，但其後改為出戰東京優駿（日本打吡），但於距離延長之下適性不足，未能運用餘力突圍下以第十二大敗。
進入秋季，陣營決定將目標放於一哩賽事並以富士錦標作為試驗。比賽途中，其保持於先頭第四的位置，於直路未能追上Daiwa Caerleon再被多樂星超越下取得第三。
其後進軍一哩冠軍賽，原定由高橋亮策騎，但與其當日墮馬受傷下緊急易配安藤勝己。比賽開始後，其維持於後方第十四的位置展開推進，於通過彎道時逐步發力。進入直路後，其於內欄位置急速突破，沿最短的路程衝出，但最終關頭被外檔強襲的愛麗數碼超越，以1/2馬位差距落敗。
年末重返2000米途程出戰鳴尾紀念，比賽途中維持於先頭第四、五左右的位置，於最後彎道成功抽出並於直路發揮不俗的速度透出領先，最終亦能抵擋後方賽駒的追擊，以1/2馬位優勢取得第三個分級賽冠軍。

### 4歲[a]
進入2001年，其以京都金盃作為首戰。比賽開始後，其以優秀的反應迅速進佔內欄位置，保持於榮進無敵及Thurston Flight後方推進。進入直路後，其於近內欄的位置展開衝刺，維持優秀的速度下成功透出，最終亦能阻止Erimo Central及愛麗數碼的攻勢，拉開對手2 1/2馬位取勝。
其後出戰中山紀念，比賽初段於中後方位置逐步推進下在對面直路稍為加速變奏，但於直路仍然未能迫近前方透出的美國波士及城天勇士以第三完賽。
賽後，其被發現左前腳骨折，最終進入休養。
秋季復出後採取和前一年相同的策略，雖然於富士錦標中以猛追的姿態跑獲第二，但隨後於一哩冠軍賽中因為漏閘加上於第四彎道大幅外拋而未能進佔優勢，最終以第九大敗。
年末繼續出戰鳴尾紀念，其於比賽途中維持穩定的姿態保持於第三、四左右的位置，但礙於在直路途中未能對領放馬名將大道造成威脅，最終以第二完賽。

### 5歲
2002年首戰仍然選擇京都金盃，本次比賽其繼續採用前置戰術，以一貫穩定的節奏於第四的位置推進，並於通過彎道時候稍為進佔有利位置。進入直路後，其成功由所在位置透出並不斷衝刺，最終以1/2馬位優勢擊敗對手，成為首匹連霸此賽事的賽駒。
然而其後未能維持表現，出戰讀賣盃及京王盃春季盃分別以第八及第九完賽，6月於安田紀念中更以尾二第十七大敗。
而於安田紀念後，陣營更發現其於賽事途中出現肌腱斷裂的情況，因而安排其退役。

### 詳細賽績
| 日期       | 舉辦國家 | 馬場 | 距離   | 級別 | 賽事名稱       | 負重 | 騎師     | 馬號 | 出馬 | 名次 | 時間   | 頭馬（二馬）        |
| ---------- | -------- | ---- | ------ | ---- | -------------- | ---- | -------- | ---- | ---- | ---- | ------ | ------------------- |
| 6/11/1999  | 日本     | 京都 | 草1600 |      | 3歲新馬        | 54   | 安藤勝己 | 3    | 13   | 1    | 1.35.2 | （榮進寶蹄）        |
| 21/11/1999 | 日本     | 京都 | 草1600 |      | 白菊賞         | 54   | 藤田伸二 | 4    | 12   | 2    | 1.35.5 | Rosmarinus          |
| 19/12/1999 | 日本     | 小倉 | 草1800 | OP   | 北九州三歲錦標 | 54   | 高橋亮   | 5    | 12   | 1    | 1.50.1 | （Titanic O）       |
| 9/1/2000   | 日本     | 京都 | 草1600 | GIII | 新山紀念       | 55   | 高橋亮   | 7    | 15   | 1    | 1.35.4 | （Titanic O）       |
| 19/3/2000  | 日本     | 中山 | 草1800 | GII  | 春季錦標       | 56   | 高橋亮   | 10   | 16   | 1    | 1.49.1 | （Purple Ebisu）    |
| 16/4/2000  | 日本     | 中山 | 草2000 | GI   | 皋月賞         | 57   | 高橋亮   | 3    | 18   | 2    | 2.01.8 | 空中神宮            |
| 28/5/2000  | 日本     | 東京 | 草2400 | GI   | 東京優駿       | 57   | 高橋亮   | 10   | 18   | 12   | 2.28.4 | 愛麗航程            |
| 21/10/2000 | 日本     | 東京 | 草1600 | GIII | 富士錦標       | 56   | 高橋亮   | 6    | 16   | 3    | 1.34.1 | Daiwa Caerleon      |
| 19/11/2000 | 日本     | 京都 | 草1600 | GI   | 一哩冠軍賽     | 55   | 安藤勝己 | 11   | 18   | 2    | 1.32.7 | 愛麗數碼            |
| 10/12/2000 | 日本     | 阪神 | 草2000 | GIII | 鳴尾紀念       | 56.5 | 松永幹夫 | 11   | 16   | 1    | 1.59.3 | （Yamanin Respect） |
| 5/1/2001   | 日本     | 京都 | 草1600 | GIII | 京都金盃       | 58   | 松永幹夫 | 15   | 16   | 1    | 1.33.4 | （Erimo Central）   |
| 25/2/2001  | 日本     | 中山 | 草1800 | GII  | 中山紀念       | 58   | 松永幹夫 | 10   | 13   | 3    | 1.48.7 | 美國波士            |
| 20/10/2001 | 日本     | 東京 | 草1600 | GIII | 富士錦標       | 58   | 河内洋   | 1    | 14   | 2    | 1.33.5 | 勇敢基斯            |
| 18/11/2001 | 日本     | 京都 | 草1600 | GI   | 一哩冠軍賽     | 57   | 河内洋   | 13   | 18   | 9    | 1.33.7 | 禪宗勝者            |
| 9/12/2001  | 日本     | 阪神 | 草2000 | GIII | 鳴尾紀念       | 58.5 | 武豐     | 12   | 13   | 2    | 1.59.9 | 名將大道            |
| 5/1/2002   | 日本     | 京都 | 草1600 | GIII | 京都金盃       | 58.5 | 武豊     | 2    | 15   | 1    | 1.33.8 | （機會之神）        |
| 13/4/2002  | 日本     | 阪神 | 草1600 | GII  | 讀賣盃         | 59   | 松永幹夫 | 13   | 14   | 8    | 1.33.5 | 千禧傳記            |
| 12/5/2002  | 日本     | 東京 | 草1400 | GII  | 京王盃春季盃   | 58   | 松永幹夫 | 5    | 18   | 9    | 1.21.0 | 機會之神            |
| 2/6/2002   | 日本     | 東京 | 草1600 | GI   | 安田紀念       | 58   | 松永幹夫 | 15   | 18   | 17   | 1.35.1 | 喜高善              |

a 由2001年開始，日本跟隨國際馬齡顯示標準，以實歲標記馬匹

## 退役後
退役後，大德之都成為了配種馬，於北海道門別町（今日高町）育馬者Stallion Station休養，在2003年進行配種。首批子嗣於2004年出生。首批子嗣可於2006年出賽。2010年6月20日，Brightia Pulse在人魚錦標取勝，成為首匹勝出分級賽的子嗣。
2007年10月31日，其被轉移至同町的日高輕種馬農業協同組合門別種馬場。
2010年，因上述地方關閉，其返回育馬者Stallion Station進行配種工作。
2013年再度被轉移至一個位於北海道鵡川町的牧場，2014年落戶於北海道新冠町太平洋National Stud。
2017年8月31日，其於馬房內死亡，享年20歲。

### 主要子嗣

#### 分級賽優勝子嗣
2005年生
- Rule Prosper（兩次京都跳欄賽）
- Brightia Pulse（人魚錦標）

## 血統簡介
父系富士奇蹟爲日本賽駒，生涯出戰四場賽事全勝，包含一級賽朝日盃三歲錦標，曾被看好可以達成無敗三冠的偉業，但於彌生賞後因傷退役，因而被稱爲「幻之三冠馬」。祖父週日寧靜爲美國三冠賽雙冠馬，退役後在日本配種，其子嗣贏得巨額獎金，連續12年成為日本冠軍種馬。
母系Spring Never為日本賽駒，生涯三戰全敗。外祖父Sakura Yutaka O爲日本賽駒，生涯戰績優秀，曾於1986年勝出秋季天皇賞。

### 血統表
| 父線：週日寧靜系（Halo系）                    |                                |                    |                 |
| 種馬 富士奇蹟 1992年（棕色）                  | 週日寧靜 1996年（棕色）        | Halo               | Hail to Reason  |
| 種馬 富士奇蹟 1992年（棕色）                  | 週日寧靜 1996年（棕色）        | Halo               | Cosmah          |
| 種馬 富士奇蹟 1992年（棕色）                  | 週日寧靜 1996年（棕色）        | Wishing Well       | Understanding   |
| 種馬 富士奇蹟 1992年（棕色）                  | 週日寧靜 1996年（棕色）        | Wishing Well       | Mountain Flower |
| 種馬 富士奇蹟 1992年（棕色）                  | Millracer 1983年（棗色）       | Le Fabuleux        | Wild Risk       |
| 種馬 富士奇蹟 1992年（棕色）                  | Millracer 1983年（棗色）       | Le Fabuleux        | Anguar          |
| 種馬 富士奇蹟 1992年（棕色）                  | Millracer 1983年（棗色）       | Marston's Mill     | In Reality      |
| 種馬 富士奇蹟 1992年（棕色）                  | Millracer 1983年（棗色）       | Marston's Mill     | Millicent       |
| 繁殖雌馬 Spring Never 1992年（栗色）          | Sakura Yutaka O 1982年（棗色） | Tesco Boy          | Princely Gift   |
| 繁殖雌馬 Spring Never 1992年（栗色）          | Sakura Yutaka O 1982年（棗色） | Tesco Boy          | Suncourt        |
| 繁殖雌馬 Spring Never 1992年（栗色）          | Sakura Yutaka O 1982年（棗色） | Angelica           | Never Beat      |
| 繁殖雌馬 Spring Never 1992年（栗色）          | Sakura Yutaka O 1982年（棗色） | Angelica           | Star Highness   |
| 繁殖雌馬 Spring Never 1992年（栗色）          | Never Ichiban 1971年（深棗色） | Never Beat         | Never Say Die   |
| 繁殖雌馬 Spring Never 1992年（栗色）          | Never Ichiban 1971年（深棗色） | Never Beat         | Bride Elect     |
| 繁殖雌馬 Spring Never 1992年（栗色）          | Never Ichiban 1971年（深棗色） | Miss Nanba Ichiban | Harroway        |
| 繁殖雌馬 Spring Never 1992年（栗色）          | Never Ichiban 1971年（深棗色） | Miss Nanba Ichiban | Style Patch     |
| 雌系：號族：8-g                               |                                |                    |                 |
| 五代內近親交配：Never Beat 4×3、Nasrullah 5×5 |                                |                    |                 |

## 命名由來
名字中，Daitaku（ダイタク）為馬主太陽牧場冠名，來自負責人中村和子所經營的公司的名字，香港採用音譯「大德」，亦有版本作「大拓」，Riva（リーヴァ）帶有河流、河岸之意思，但香港則取用「之都」作為翻譯。

## 外部連結
- 大德之都 netkeiba.com （页面存档备份，存于）
- 血統表 （页面存档备份，存于）